# في قديم الزمان
في قديم الزمان مسلسل رسوم متحركة كوري من إنتاج استديو هانهو هيونغ اب . تم عرض المسلسل لأول مره في 5 يناير 1990 واستمر عرضه حتى 30 مارس 1990 . تمت دبلجة المسلسل للغة العربية .